# Johann Janda
Johann Baltasar Janda (ur. 3 stycznia 1827 w Darkovičkach, zm. 14 listopada 1875 w Berlinie) – niemiecki rzeźbiarz klasycystyczny, Morawiec z pochodzenia.

## Życiorys
Urodził się w 1827 roku w Darkovičkach (obecnie dzielnica Hulczyna). Był synem stolarza. Od dzieciństwa zdradzał talent rzeźbiarski. Zainteresowali się nim właściciele majątku w Hulczynie Viktor Wichura i Hubert Stücker. Ten ostatni po sprzedaniu majątku hulczyńskiego w 1845 roku zabrał ze sobą Jandę do Wrocławia i umożliwił mu kształcenie. Wziął go również ze sobą do Anglii i umożliwił wizytę w akademii w Dreźnie. Gdy w 1848 roku musiał z powodów politycznych uciekać do Szwajcarii, polecił go rzeźbiarzowi Christianowi Danielowi Rauchowi, który przyjął go na naukę w 1849 roku. W 1855 roku Johann Janda ożenił się, a w 1864 roku otworzył własną pracownię. W 1868 roku osiedlił się na stałe w Berlinie, gdzie zmarł siedem lat później.

## Główne prace

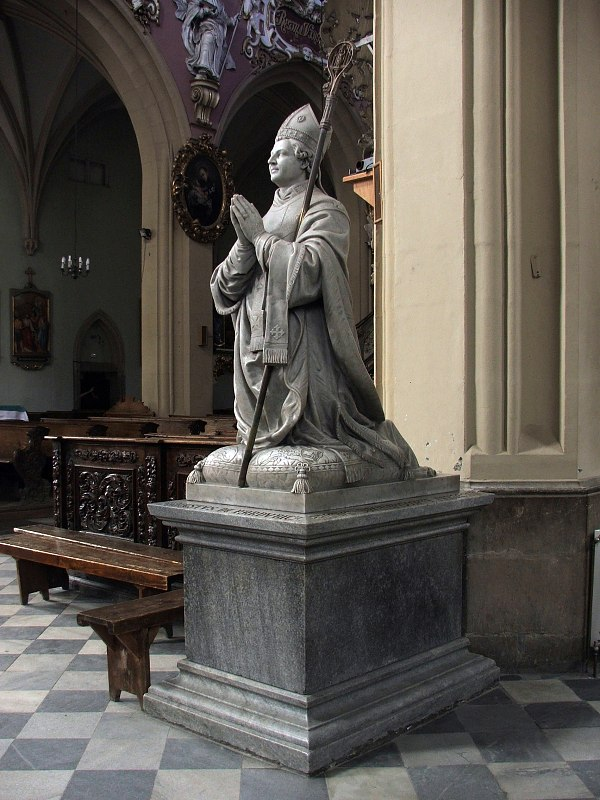
Johann Janda, Nagrobek Arnoszta z Pardubic w Kłodzku

- figury świętych w szpitalu katolickim w Berlinie przy Hamburger Straße (1854)
- figury świętych w kościele św. Michała Archanioła w Berlinie (1856)
- pomnik hrabiego Rzeszy, Hermanna von Schwerina-Wolfshagen(inne języki) w parku pałacowym Wolfshagen(inne języki) (1861)
- rzeźba Niepokalanego Poczęcia NMP w Darkovičkach (1862)
- grupa rzeźb hubertowskich dla pałacyku myśliwskiego w Promnicach, należącego do książąt pszczyńskich (1864)
- dwie rzeźby naturalnej wielkości jeleni dla książąt pszczyńskich (1867)
- cenotaf arcybiskupa Arnoszta z Pardubic w kościele Wniebowzięcia NMP w Kłodzku (1870)
- rzeźba cynkowa jelenia dla zespołu klasztorno-pałacowego w Rudach
- relief przedstawiający Najświętszą Maryję Pannę i św. Dominika w kościele św. Pawła w Berlinie-Moabicie
- grupa dziecięca na Moście Królewskim w Berlinie (1873)